# A Doktor House díjai és elismerései

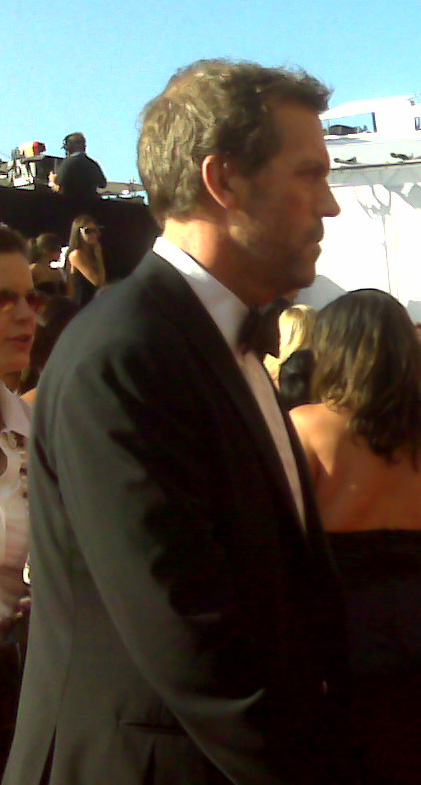
Hugh Laurie a 2007-es Emmy-díjkiosztón

Az alábbi lista a Doktor House című sorozat díjait és elismeréseit tartalmazza időrendi sorrendben.

## 2005
- Emmy-díj – Legjobb forgatókönyv, dráma kategória (David Shore, Három sztori)
- Satellite-díj – Legjobb női mellékszereplő (Lisa Edelstein)
- Satellite-díj – Legjobb tévésorozat, dráma kategória
- Satellite-díj – Legjobb férfi főszereplő (Hugh Laurie)
- Television Critics Association Awards – kiemelkedő egyéni teljesítmény, dráma kategória (Hugh Laurie)
- BMI Film & TV Awards – BMI TV Music Award

## 2006
- Golden Globe-díj – Legjobb férfi főszereplő drámai tévésorozatban (Hugh Laurie)
- Peabody Awards – Elektronikus médiában nyújtott teljesítmény
- Television Critics Association Awards – Legjobb egyéni teljesítmény, dráma (Hugh Laurie)
- Satellite-díj – Legjobb férfi főszereplő (Hugh Laurie)
- Satellite-díj – Legjobb tévésorozat, dráma kategória
- Writers Guild of America Awards – Drámasorozat (Boncolás)
- Golden Reel Award – Legjobb hangvágás, televíziós rövidfilm (Boncolás)
- BMI Film & TV Awards – BMI TV Music Award
- Humanitas Prize – 60 perces kategória (Doris Egan, House kontra Isten)

## 2007
- Golden Globe-díj – Legjobb férfi főszereplő drámasorozatban (Hugh Laurie)[1]
- Emmy-díj – Legjobb smink (Lesz, ami lesz)
- NAACP Image Award – Legjobb férfi mellékszereplő drámasorozatban (Omar Epps)
- Prism Awards – Drámasorozat, többepizódos cselekmény
- Screen Actors Guild Awards – Legjobb férfi alakítás drámasorozatban (Hugh Laurie)
- Teen Choice Awards – Választott tévés színész, dráma (Hugh Laurie)
- TP de Oro – Legjobb külföldi sorozat

## 2008
- Golden Globe-díj – Jelölés – Legjobb televíziós sorozat, Dráma[2][3]
- Golden Globe-díj – Jelölés – Legjobb férfi alakítás drámasorozatban (Hugh Laurie)[1]
- Emmy-díj – Legjobb rendezés drámasorozatban (Greg Yaitanes, House feje)
- Teen Choice Awards – Választott tévés színésznő, dráma (Olivia Wilde)
- People's Choice Award – Kedvenc drámasorozat
- NAACP Image Award – Legjobb férfi mellékszereplő drámasorozatban (Omar Epps)
- Golden Reel Award – Legjobb hangvágás (Emberi hiba)
- BMI Film & TV Awards – BMI TV Music Award
- TP de Oro – Legjobb külföldi sorozat

## 2009
- Emmy-díj – Legjobb hangkeverés, egyórás sorozat (Megosztott House)
- People’s Choice Awards – Kedvenc drámasorozat
- People’s Choice Awards – Kedvenc színész drámasorozatban (Hugh Laurie)
- Screen Actors Guild Awards – Legjobb férfi alakítás drámasorozatban (Hugh Laurie)[2][3]
- TP de Oro – Legjobb külföldi sorozat
- Monte-carlói Tévéfesztivál – Nemzetközi Közönségdíj – Legjobb tévés drámasorozat

## 2010
- People’s Choice Awards – Kedvenc drámasorozat
- People’s Choice Awards – Kedvenc színész drámasorozatban (Hugh Laurie)
- Golden Reel Award – Legjobb hangkeverés (Biztos kudarc)
- Literary Award – Forgatókönyv (Peter Blake, A zsarnok)
- Writers Guild of America Awards − Epizodikus dráma (Doris Egan, Leonard Dick, Változás kizárva)

## 2011
- People’s Choice Awards – Kedvenc drámasorozat
- People’s Choice Awards – Kedvenc színész drámasorozatban (Hugh Laurie)
- People’s Choice Awards – Kedvenc színésznő drámasorozatban (Lisa Edelstein)
- People’s Choice Awards – Kedvenc tévés doki (Dr. Gregory House)